# Latimer (Missisipi)
Latimer – jednostka osadnicza w Stanach Zjednoczonych, w stanie Missisipi, w hrabstwie Jackson.